# L'apostolo del demone
L'apostolo del demone è un romanzo fantasy di R.A. Salvatore, che conclude la prima trilogia del demone.

## Trama
A Caer Tinella fervevano i preparativi della carovana di coloni diretta nel nord, per rifondare Dundalis e  ripopolare le Terre dei Boschi: un simile viaggio ora era possibile dopo l'eliminazione delle ultime bande di orchetti e powrie da parte di una brigata di soldati del Re, guidati da Shamus Kilronney. L'arrivo di un nuovo contingente di soldati  guidati dalla vulcanica cugina di Shamus, Colleen Kilronney, capitano delle guardie cittadine di Palmaris riferì agli abitanti del villaggio della brutale morte del barone Rocherfort Bildebourogh e del suo seguito, mentre viaggiavano verso Ursal per conferire con il sovrano degli strani omicidi avvenuti nella città del nord.  Preoccupata per la sorte di Roger Lockless, Pony decise di andare a Palmaris; in realtà era la sete di vendetta contro la Chiesa Abellicana e la sua gravidanza a spingerla a dirigersi a sud.
A St-Mere Abelle, Markwart progettò, ora che Collegio degli Abati aveva condannato per eresia  Avelyn e giustiziato  Jojonah,  di espandere il potere della Chiesa;  per questo motivo ordinò all'abate Je'howith di spingere il Re a nominare Marcalo De Unnero ,abate di St.Precious, vescovo di  Palmaris e affidare i problemi della città del  nord alla responsabilità della Chiesa: Re Danube Brock Ursal acconsentì a concedere il titolo a De'Unnero seppur in via temporanea. Giunta nella città del  nord, Pony si stabilì nella Via dell'Amicizia, la locanda appartenuta ai Chilichunk, i suoi genitori adottivi uccisi da Markwart, e prese le vesti di Carralee dan Aubrey, vecchia moglie di Belster, il nuovo proprietario del locale  e amico di Elbryan e Jill. Qui osservò il vescovo incrementare il proprio potere  sfruttando la scusa degli omicidi: perquisizioni e sequestri di pietre magiche si susseguivano senza tregua nei quartieri più abbienti e numerose pattuglie di monaci e soldati mantenevano l'ordine con metodi brutali e intimidatori: come se ciò non bastasse il vescovo fomentò l'odio contro la comunità behrenese, ora guardata con sospetto dai cittadini di Palmaris. 
Intanto, Fratello Francis, l'assistente di Markwart, scoprì i raduni segreti di Braumin Herde dei suoi giovani discepoli;  egli aveva deciso di perpetuare la giusta lotta intrapresa dal suo mentore Jojonah e da Avelyn divulgando la verità sul loro conto ai suoi confratelli più giovani.  Anziché tradirli però, terrorizzato dall'idea di assistere ad altre esecuzioni, Francis li avvertì che il Padre Abate Markwart stava rapidamente stringendo un cappio attorno al loro  gruppo; il monaco aiutò quindi Braumin Herde e i suoi seguaci a fuggire da St-Mere- Abelle, facendoli incontrare con Roger Lockless, che era giunto nell'abbazia al fine di trovare prove incriminanti contro la Chiesa a proposito della morte del barone Bildeborough.
Incoraggiati dal tempo mite, Elbryan e la carovana di coloni partirono alla volta del nord e dopo pochi giorni di viaggio tranquilli arrivarono a Dundalis dove cominciarono l'opera di ricostruzione. Non passò molto tempo prima che il gruppo di Roger e Braumin Herde raggiungesse il nuovo insediamento, in cerca di rifugio dalle ire della Chiesa. Intanto Juraviel e il capitano Kilronney si erano diretti a sud: l'elfo incontrò la sua signora, Lady Dasslerond, a cui riferì della gravidanza di Pony; Shamus tornò a Palmaris e fece un resoconto della sua missione al nuovo signore della città, ossia il vescovo De Unnero che saputo della presenza di Nightbird nel nord, ordinò al capitano Kilronney di andare a tenerlo sotto stretta sorveglianza in quanto nemico della Chiesa.
Dopo le proteste dell'ambasciatore del Behren, che lamentava le persecuzioni subite dalla sua gente a Palmaris, Re Danube si decise a revocare il titolo di vescovo a De Unnero. Markwart avvisato dall'abate Je'howith si recò dal sovrano sotto forma di spirito e lo terrorizzò nel cuore della notte intimandogli di non fare nulla sino  al giorno del loro incontro nella città di Palmaris. Il Re intimorito da una tale manifestazione di potere arcano acconsentì mestamente.
Braumin Herde chiese a Elbryan di scortare lui e i suoi compagni nel nord, nel Barbacan, al fine di compiere un pellegrinaggio per vedere la gloria della tomba di Avelyn e ritrovare uno scopo, il ranger accettò e comunicò la sua decisione a Shamus Kilronney, che turbato dalla vista del ricercato Bradwarden e dalle intenzioni di Nightbird, inviò un messaggio a De Unnero. Una volta ricevute le informazioni, il vescovo contattò immediatamente il padre abate che infine stabilì che era giunto il momento di scatenarlo contro gli eretici: ordinò quindi a Fratello Francis di recarsi a Palmaris per diventare vescovo ad interim perpetuando la linea politica del suo predecessore ma allentando la presa sulla città in modo da risultare ben gradito alla popolazione.
De Unnero partì per il nord e viaggiando sotto forma di tigre raggiunse velocemente Dundalis dove ordinò al capitano Kilronney di ricongiungersi a lui non appena possibile.
Intanto a Palmaris giunse il Padre Abate Markwart: imponenti festeggiamenti furono indetti in suo onore, e il Capo della Chiesa attraversò la città in una fastosa parata, ignaro che Jilsiponie Ault stava riversando tutte le sue forze e tutta la sua ira in una magnetite. La donna scagliò la pietra magica con una tale violenza che le difese magiche del Padre Abate non poterono opporre alcuna resistenza: l'attentatrice aveva colpito in pieno il bersaglio. Successivamente, Pony seppe da Colleen che in realtà il Padre Abate era vivo e vegeto, sopravvissuto grazie ad un miracolo, nonostante che gli stessi monaci che lo avevano soccorso asserivano che quel tipo di ferita non avrebbe lasciato scampo a nessuno. Quando Lady Dasslerond, seppe di queste notizie e di questo “miracolo” non esitò a pensare alla natura e ai poteri dei demoni dactyl di Corona. 
De Unnero aggredì sulla strada per il Barbacan i due elfi che stavano accompagnando Elbryan: uno dei due morì nella lotta, l'altro sopravvisse a stento costringendo l'intera compagnia a fermarsi e ad aspettare il prossimo attacco del vescovo.  Il prelato si confrontò con il ranger durante una seduta della bi'nelle dasada, la danza da combattimento elfica, tuttavia ne uscì sconfitto: l'arrivo di Kilronney non cambiò la sorte dello scontro, in quanto il capitano si ribellò al suo superiore riconoscendolo colpevole dell'omicidio del barone di Palmaris. Il ranger e la sua compagnia si rimisero in marcia alla volta del Monte Aida; una volta lì si trovarono ad affrontare centinaia e centinaia di orchetti, ma avvenne un miracolo che salvò l'intero gruppo, annientando tutti i mostri. 
Markwart incontrò Re Danube nell'abbazia di St.Precious: l'attentato alla sua persona gli aveva offerto  l'occasione d'oro per giustificare alla corona un programma di recupero delle pietre magiche esteso all'intero regno di Honce-the-Bear. Intanto il Padre Abate si dedicò alla caccia del suo aggressore, ovvero Jill, la discepola di Avelyn Desbris: fuori dalle mura della città i due intrapreso uno scontro spirituale titanico che però si concluse con la sconfitta della donna. Pony riuscì a salvarsi solo grazie all'intervento di Lady Dasslerond che con i propri poteri scacciò via lo spirito malvagio di Markwart.
Nello scontro Jill aveva perso il bambino, ferito mortalmente dalla magia del Padre Abate, e stanca e disillusa dalla lotta contro la Chiesa, finalmente decise di ricongiungersi a Elbryan nel nord.
Quando Markwart vide De Unnero tornare sconfitto a Palmarisa, non esitò un solo momento ad andare personalmente a cercare il famoso Nightbird con un contingente di cento monaci abellicani fra cui l'ex vescovo; il re dal canto suo si unì alla caccia con un nutrito gruppo di uomini della Brigata Coraggiosa, deciso a non concedere terreno al padre abate. Durante il tragitto, la carovana riuscì a catturare Pony e  Colleen e quando giunse nel Barbacan costrinse alla resa Elbryan e i suoi compagni, trascinando tutti i nuovi prigionieri direttamente nelle segrete di St. Precious.
Alla cattura era però scampato Roger Lockless che, insieme a Juraviel e al Maestro Engress (un vecchio amico di Jojonah) liberò i suoi amici dalle grinfie di Markwart, nascondendoli successivamente nelle grotte segrete usate dai behrenesi per salvarsi dalle persecuzioni. Pony tuttavia, ha altre idee, e decide che sarebbe meglio andare a combattere il padre abate in persona. Quindi, lei si fece largo in città scatenando i suoi poteri, travolgendo soldati e monaci che le bloccavano la strada per Chasewind Manor, la residenza di Markwart; naturalmente i suoi amici decisero di seguirla nella reggia.
Elbryan si scontrò nuovamente con Marcalo De Unnero: riuscì ad avere la meglio sul monaco gettandolo da una finestra, ma viene ferito mortalmente dagli artigli di tigre generati dalla magia dell'ex vescovo; il ranger a quel punto aiutò Pony nella lotta contro lo spirito di Markwart.
Insieme i due riescono a sopraffare il padre abate ma Elbryan ormai privo di forze e troppo debilitato morì tragicamente tra le braccia di Juraviel, che gli rivelò che lui e Lady Dasslerond avevano salvato suo figlio e lo stavano allevando con amore a Caer' alfar. Markwart, sconfitto, percepì per la prima volta la nitida presenza dello spirito malvagio del demone e con orrore si rese conto del male che aveva causato: prima di morire rinnegò il suo operato e ripristinò l'onore di Avelyn.
Elbryan venne seppellito accanto alla tomba di suo zio Mather, dopo che Bradwarden e Symphony lo portarono nel nord a Dundalis, la città che aveva così amato e a lungo difeso dal male che tuttavia ancora vive: De Unnero, il suo carnefice vaga nelle terre settentrionali ancora forte e temibile, mentre un bagliore sinistro, simile a quello dei demoni dactyl, splende negli occhi del figlio del ranger. 

## Personaggi principali
- Jilseponie Ault
- Elbryan Wyndon
- Belli'mar Juraviel
- Roger Lockless
- Dalembert Markwart
- Bestesbulzibar
- Marcalo De'Unnero